# Лакин, Николай Александрович
Никола́й Алекса́ндрович Ла́кин (1921, Саксино, Новокотлицкая волость, Муромский уезд — неизвестно, СССР) — советский инженер-механик, лауреат Ленинской премии (1984).

## Биография
Родился в 1921 году в деревне Саксино в Муромском уезде Владимирской губернии. Член ВКП(б)/КПСС с 1943 г.
В 1941—1962 гг. на военной службе. Участник войны с ноября 1942 г., старший техник-лейтенант, начальник артмастерской 213 пап 17 пабр 7 адп РГК 27 А.
В 1962—1969 гг. работал слесарем, старшим лаборантом, инженером на различных московских предприятиях.
В 1969 году окончил вечернее отделение Московского технологического института мясной и молочной промышленности.
С 1969 года работал старшим инженером МАТИ им. К. Э. Циолковского.
Лауреат Ленинской премии (1984, в составе коллектива) — за разработку и широкое внедрение в производство диффузной сварки металлических и неметаллических материалов.
Вероятно, умер вскоре после присуждения премии.

## Награды
- Орден Красной Звезды (01.06.1944)
- Орден Отечественной войны II степени (10.05.1945)
- Медаль «За отвагу» (09.01.1944)
- Медаль «За победу над Германией в Великой Отечественной войне 1941—1945 гг.»
- Медаль «За взятие Будапешта» (09.06.1945)
- Медаль «За боевые заслуги» (13.06.1952)
- Ленинская премия (1984, в составе коллектива)